# Constant Lambert (skladatel)
Leonard Constant Lambert (23. srpna 1905, Fulham, Londýn, Anglie – 21. srpna 1951, Londýn, Anglie) byl britský skladatel, dirigent a spisovatel. Významně přispěl k založení anglického Královského baletu Royal Ballet jako významného uměleckého hnutí spolu s Ninettou de Valois a Frederickem Ashtonem.

## Životopis
Jeho pracovní závazky ke Královskému baletu včetně rozsáhlé celoživotní práce dirigenta omezovaly jeho skladatelské aktivity. Nicméně jedno dílo, kantáta Rio Grande, které mělo premiéru v roce 1929, dosáhlo okamžité a dlouhodobé popularity jako příklad symfonického jazzu, ne nepodobný stylu Rapsodie v modrém od George Gershwina. Skladba se dodnes pravidelně hraje. Jeho další práce zahrnují jazzový klavírní koncert (1931), hlavní baletní partitury pro představení Horoskop (1937) a rozsáhlou sborovou skladbu Summer's Last Will and Testament (1936), které někteří považují za jeho mistrovské dílo.
Lambert měl rozsáhlé zájmy i mimo hudbu, jak je patrné z jeho kritické studie Music Ho! (1934) ve které zasazuje hudbu do kontextu jiných umění. Mezi jeho přátele patřili John Maynard Keynes, anglický spisovatel Anthony Powell a členové skupiny The Sitwells. Pro Keynese byl Lambert možná tím nejskvělejším mužem, kterého kdy potkal; pro Ninon de Valoise byl největším baletním dirigentem a skladatelem, jakého kdy Anglie měla; pro skladatele Denise ApIvora byl nejzábavnější osobností hudebního světa.

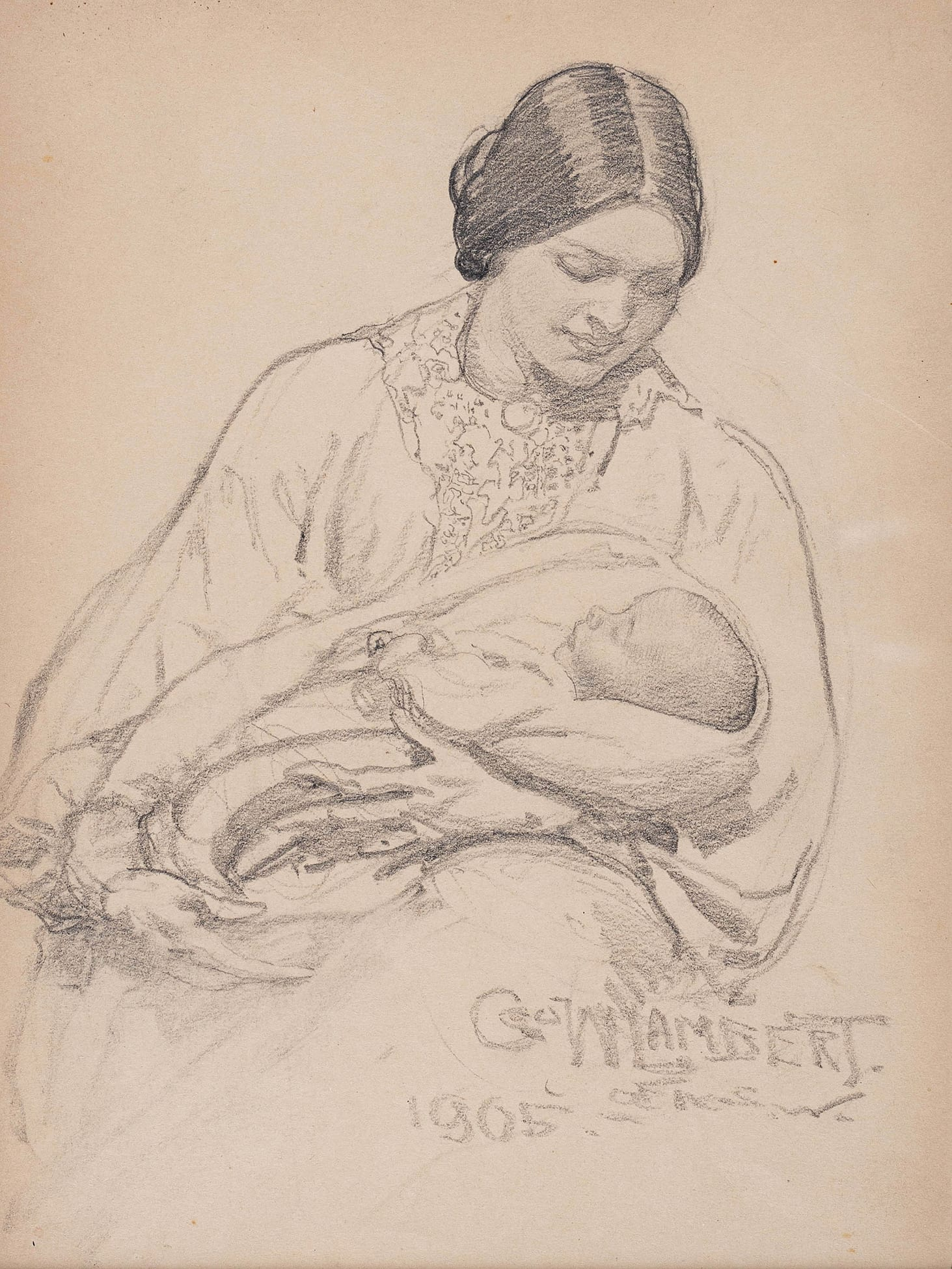
George Washington Lambert: malířova žena Amy s jejich synem Constantem v náručí

Constant Lambert byl mladší syn australského malíře George Washingtona Lamberta a jeho manželky Amy. Spolu se svým starším bratrem Mauricem (25. června 1901 – 17. srpna 1964) se vzdělával na škole Christ's Hospital poblíž Horshamu v západním Sussexu. Již jako chlapec předváděl impozantní hudební talent a ve třinácti letech napsal své první orchestrální dílo. V září 1922 vstoupil Lambert na Royal College of Music v Kensingtonu, kde jeho učiteli byli Ralph Vaughan Williams, RO Morris a Sir George Dyson (kompozice), Malcolm Sargent (dirigování) a Herbert Fryer (klavír). Mezi jeho současníky patřili pianista Angus Morrison, dirigent Guy Warrack, Thomas Armstrong (budoucí ředitel „Royal Academy of Music“) a skladatelé Gavin Gordon, Patrick Hadley a Gordon Jacob.

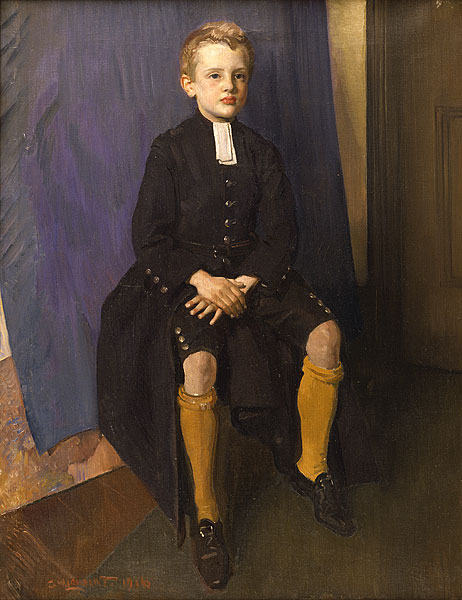
Lambert ve věku kolem 11 let ve školní uniformě Christ's Hospital, malíř jeho otec George Washington Lambert

V roce 1925 (ve věku 20) získal významnou zakázku napsat hudbu k baletu Romeo a Julie pro soubor Ruský balet Sergeje Ďagileva (Roméo et Juliette, 1926, choreografie Bronislava Nijinska). Několik let se těšil uznání díky velkému úspěchu svého dalšího baletu (neoklasický Pomona z roku 1927, choreografie opět Nijinska) a díky své účasti jako vypravěče na mnoha veřejných představeních (a nahrávce) Williama Waltona a účasti na představení Façade Dame Edith Louisa Sitwell (7. září 1887 – 9. prosince 1964), britské básnířky a kritičky a nejstarší ze tří sourozenců Sitwellových. Façade byla série básní Edith Sitwellové, jež byly recitovány za instrumentálního doprovodu Williama Waltona.

### Ovlivněn jazzem
Následovala Lambertova nejznámější skladba: Rio Grande (1929) na téma básně Sacheverella Sitwella. Skladba dosáhla značného úspěchu a Lambert udělal dvě nahrávky díla jako dirigent (1930 a 1949). Měl velký zájem o afroamerickou hudbu a jednou prohlásil, že by se mu v ideálním případě líbilo, kdyby v Rio Grande vystupoval černý sbor. Měl velmi pozitivní pohled na jazzové rytmy a jejich začlenění do klasické hudby a jednou řekl, že:
„Hlavní zájem jazzových rytmů spočívá v jejich aplikaci na nastavení slov, a přestože například jazzová nastavení nemají v žádném případě flexibilitu nebo jemnost ve vysílání z počátku sedmnáctého století, nelze popřít jejich lehkost a vynalézavost ... slova vyžadují pro své úspěšné hudební zpracování nekonečně pestřejší a synkopovanější rytmus, než jaký lze nalézt u romantiků devatenáctého století, a nejlepší jazzové písně současnosti jsou ve svých metodách ve skutečnosti blíže skladatelům z konce patnáctého století než od té doby jakákoli hudba."

Lambert svůj zájem o jazz posunul mnohem dále v dílech Piano Sonata (1929) a Concerto for piano and nine Instruments (1931), kde se styl mění od „symfonického jazzu“ Gershwina a Paula Whitemana k něčemu mnohem vypjatějšímu, s formálními prvky kompozice úzce integrovanými, rytmy jsou ostré a extrémní a harmonie někdy blížící se až k atonalismu. Druhá věta sonáty představuje blues v rondové formě. Neobvyklé komorní budování Concerta se stává jakýmsi hybridem mezi jazzovou kapelou a souborem použitým Arnoldem Schoenbergem v Pierrot lunaire (Dreimal sieben Gedichte aus Albert Girauds) běžně známý jako Pierrot Lunaire.

### Kariéra
Lambert byl jmenován v roce 1931 dirigentem a hudebním ředitelem baletu Vic-Wells (později The Royal Ballet), ale jeho skladatelská kariéra stagnovala. Jeho hlavní sborové dílo Summer's Last Will and Testament (na téma stejnojmenné hry Thomase Nasheho), jedno z jeho emočně nejtemnějších děl, se ukázalo jako nevhodné v náladě po smrti krále Jiřího V., ale Alan Frank jej oslavoval jako Lambertovo „nejlepší dílo“.
Druhá světová válka si vybrala svou daň na jeho vitalitě a kreativitě. Byl prohlášen za nezpůsobilého pro aktivní službu v ozbrojených silách; desítky let tvrdého pití se silně podepsaly na jeho zdravotním stavu, který se dále zhoršovak s rozvojem diabetu, jenž zůstal nediagnostikován a tudíž neléčen až do pozdního věku. Lambertovy zkušenosti z dětství (které zahrnovaly téměř smrtelný záchvat septikémie) v něm zanechaly celoživotní odpor a strach z lékařské profese.
Sám Lambert se domníval, že jako skladatel selhal, a po zklamání z Summer's Last Will and Testament dokončil pouze dvě hlavní díla – byly to baletní představení Horoskop (1938) a Tiresias (1951) – ačkoli existovalo i několik menších děl, jako např. Trois pièces nègres pour les touches blanches, napsaný pro sestry, identická dvojčata, klavírní duo Mary a Geraldine Peppin. Místo toho se soustředil převážně na dirigování a úzce spolupracoval s Královským baletem až do svého odchodu do důchodu v roce 1947. Jako hostující dirigent byl uváděn ještě krátce před svou smrtí v roce 1951.
Jako dirigent Lambert oceňoval Liszta, Chabriera, Émile Waldteufela a romantické ruské skladatele, z nichž většina byla v Británii uváděna jen zřídka. Lambert pořídil nahrávky některých jejich děl. Teprve od konce čtyřicátých let mu však vývoj BBC Third Program a Philharmonia Orchestra poskytl režijní příležitosti pracovat s nejlepšími hudebníky, po kterých toužil. Předtím byl dlouho odsouván do role příležitostného dirigenta a pracoval převážně s druhořadými hudebními tělesy.

### Širší kulturní zájmy
Lambert, zajímající se nejen o hudbu ale i o malířství, sochařství a literaturu se od většiny svých tehdejších anglických skladatelů lišil ve vnímání důležitosti jazzu. Obdivoval hudbu Duke Ellingtona. Jeho chápání hudby mimo „vážný“ repertoár dokládá jeho kniha Music Ho! (1934), s podtitulem „studie o hudbě v úpadku“, která zůstává jedním z nejlepších, i když někdy názorově kontroverzních publikací v angličtině zaměřených na hudební kritiku.
Lambertův otec, malíř George Lambert, který se narodil v Rusku a měl americké občanství, se považoval především za Australana. Constant si byl vždy vědom svých australských kořenů, ačkoli tuto zemi nikdy nenavštívil. Pro první představení své skladby Piano Concerto (1931) si Lambert nevybral britského klavíristu, ale Arthura Benjamina, který se narodil v Sydney a studoval v Brisbane. Přes jeho nesouhlas s homosexualitou si vytvořil dobrý pracovní vztah s Benjaminovým kolegou Australanem Robertem Helpmannem. Poté pověřil dalšího australského hudebníka Gordona Watsona úkolem hrát virtuózní klavírní part na premiéře jeho posledního baletu Tiresias.

### Osobní život

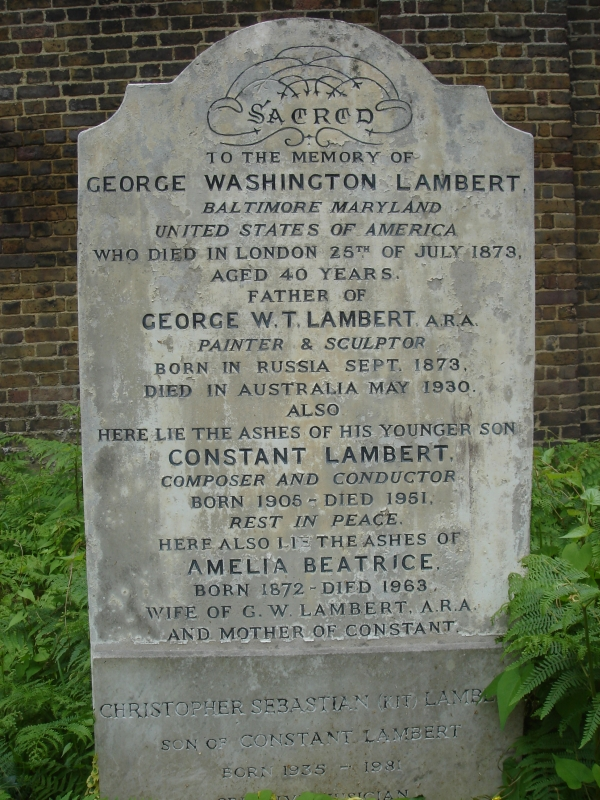
Pomník na hřbitově Brompton Cemetery, Londýn

Lambertovo první manželství bylo s Florence Kaye, uzavřené 5. srpna 1931, jejich synem byl Kit Lambert, jeden z manažerů britské hudební skupiny The Who. Ale brzy měl romantický s baletkou Margot Fonteyn. Podle přátel Fonteynové byl Lambert velkou láskou jejího života a ona si zoufala, když si konečně uvědomila, že si ji nikdy nevezme. Některé aspekty tohoto vztahu byly symbolizovány v jeho baletním představení Horoskop (1938), ve kterém byla Fonteyn hlavní tanečnicí. Po rozvodu s Kaye se v roce 1947 Lambert oženil s umělkyní Isabel Delmerovou, která navrhla scénické scény a kostýmy pro jeho balet Tiresias; po jeho smrti se provdala za Alana Rawsthorna. Jeho bývalá žena Florence se v roce 1945 provdala za Charlese Edwarda Petera Holeho; jejich dcera Anne později přijala umělecké jméno Annie Lambert.
Mezi jeho blízké přátele patřili Michael Ayrton, Sacheverell Sitwell a Anthony Powell. Byl prototypem pro postavu Hugha Morelanda v Powellově A Dance to the Music of Time, především v páté části Casanova's Chinese Restaurant, ve kterém je ústřední postavou Moreland.
Lambert zemřel 21. srpna 1951, dva dny po svých šestačtyřicátých narozeninách na zápal plic a nediagnostikovanou cukrovku komplikovanou silným alkoholismem. Pohřben byl na hřbitově Brompton v Londýně. O třicet let později, v roce 1981, byl ve stejném hrobě pohřben jeho syn Kit.

## Hlavní díla
Balety
- Romeo and Juliet (1925)
- Pomona (1927)
- Horoscope (1938)
- Tiresias (1950)

Chorály
- Eight poems of Li Po (1928)
- The Rio Grande (1927) (set to a poem by Sacheverell Sitwell)
- Summer's Last Will and Testament (1936; to words by Thomas Nashe)
- Dirge from Cymbeline (1947)

Skladby
- The Bird Actors Overture (1924)
- Music for Orchestra (1927)
- Aubade héroïque (1941)

Koncerty
- Concerto for piano, 2 trumpets, timpani and strings (1924)
- Concerto for piano and nine instruments (1931)

Instrumentální
- Elegaic Blues (1927, orchestrated 1928)
- Piano Sonata (1930)
- Elegy, pro piano (1938)
- Trois Pièces Nègres pour les Touches Blanches (Three Black Pieces for the White Keys), piano duet (4 ruce, 1949)

Hudba k filmu
- Merchant Seamen (dokument, 1941)
- Anna Karenina (1948)